# باتانگا

جانمای استان باتانگا در نقشه فیلیپین.

باتانگا (Batangas) یکی از استان‌های کشور فیلیپین است. این استان بخشی از جزیرهٔ لوزون به‌شمار می‌رود.
مرکز این استان شهر باتانگا سیتی است. جمعیت آن حدود یک میلیون و نهصد هزار نفر است. مساحت این استان سه هزار و صد و شصت کیلومتر مربع است.

## نگارخانه

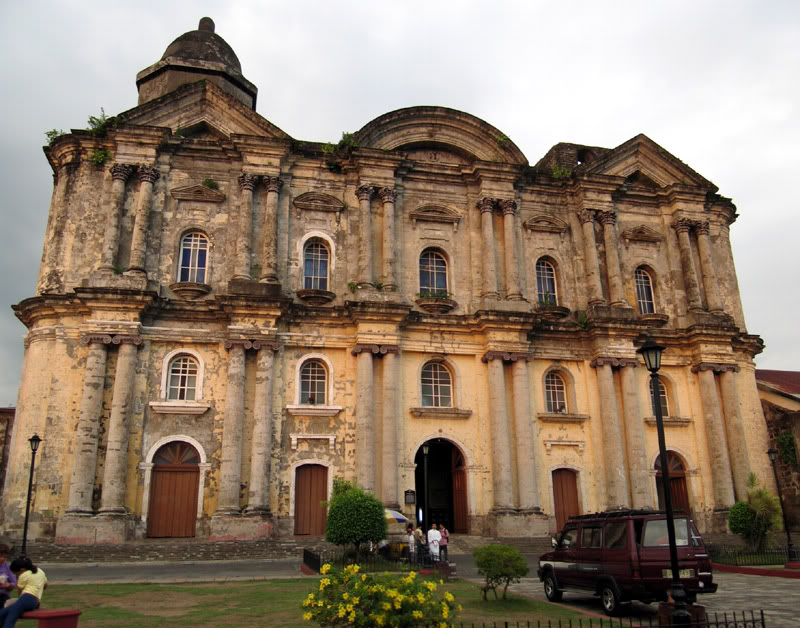